# Indonesia Juniors
Das Indonesia Juniors ist im Badminton die offene internationale Meisterschaft von Indonesien für Junioren und damit das bedeutendste internationale Juniorenturnier in Indonesien. Austragungen sind seit 1983 (als Jakarta Juniors) dokumentiert. Von 2009 bis 2013 wurde das Turnier vom Verein PB Tangkas als Tangkas Juniors bzw. Tangkas Specs Junior Open Badminton Championship in dessen Heimatort Jakarta ausgerichtet, einem Verein, von dem bisher zehn Weltmeister gestellt wurden. Tangkas bedeutet übersetzt agil und steht als Abkürzung für Tujuan Anggota Kita Adalah Sports (übersetzt: Das Ziel unserer Mitglieder ist Sport) und ist fast namensgleich zum indonesischen Wort Tangkis für Badminton. Die Specs Group steuerte als Sponsor den Teil Specs zum Turniernamen bei. Mit dem Wechsel zum Verein PB Jaya Raya aus Tangerang Selatan im Jahr 2014 änderten sich sowohl Austragungsort als auch -zeitraum sowie das Sponsoring. Die Meisterschaft wird seitdem als Jaya Raya Juniors ausgetragen, wobei sich im Namen sowohl der austragende Verein als auch der Sponsor Jaya Raya wiederfinden. Das BWF-Level war in den 2010er Jahren Junior International Grand Prix.

## Sieger
| Saison    | Herreneinzel                 | Dameneinzel                  | Herrendoppel                                     | Damendoppel                                    | Mixed                                       |
| --------- | ---------------------------- | ---------------------------- | ------------------------------------------------ | ---------------------------------------------- | ------------------------------------------- |
| 1983      | keine Daten                  | keine Daten                  | keine Daten                                      | keine Daten                                    | keine Daten                                 |
| 1984      | Hermawan Susanto             | T. Rahayu                    | Jan Paulsen Lars Pedersen                        | Lisbet Stuer-Lauridsen Marian Christiansen     | Jan Paulsen Marian Christiansen             |
| 1986      | Liu Tiong Gwan               | Susi Susanti                 | Nunung Rudy Gunawan                              | Susi Susanti Lilik Sudarwati                   | Ardy Wiranata Tang Jiuzhong                 |
| 2009      | Riyanto Subagja              | Sonia Cheah Su Ya            | Budi Hartono Ricky Karanda Suwardi               | Della Destiara Haris Gebby Ristiyani Imawan    | Didit Juang Indrianto Yayu Rahayu           |
| 2010      | Parinyawat Thongnuam         | Ganis Nur Rahmadani          | Jones Ralfy Jansen Dandi Prabudita               | Aris Budiharti Dian Fitriani                   | Hafiz Faizal Shella Devi Aulia              |
| 2011      | Sitthikom Thammasin          | Rusydina Antardayu Riodingin | Arya Maulana Aldiartama Edi Subaktiar            | Aris Budiharti Dian Fitriani                   | Hafiz Faizal Shella Devi Aulia              |
| 2012      | Khosit Phetpradab            | Setyana Mapasa               | Hafiz Faizal Putra Eka Rhoma                     | Melati Daeva Oktavianti Rosyita Eka Putri Sari | Edi Subaktiar Melati Daeva Oktavianti       |
| 2013      | Anthony Ginting              | Fitriani                     | Rizko Asuro Wildan Atmaja                        | Uswatun Khasanah Masita Mahmudin               | Kevin Sanjaya Sukamuljo Masita Mahmudin     |
| 2014      | Firman Abdul Kholik          | Fitriani                     | Sabar Karyaman Gutama Frengky Wijaya Putra       | Jauza Fadhila Sugiarto Apriyani Rahayu         | Tedi Supriadi Mychelle Crhystine Bandaso    |
| 2015      | Panji Ahmad Maulana          | Gregoria Mariska Tunjung     | Muhammad Fachrikar Mohamed Reza Pahlevi Isfahani | Mychelle Crhystine Bandaso Serena Kani         | Beno Drajat Yulfira Barkah                  |
| 2016      | Gatjra Piliang Fiqilahi Cupu | Yeo Jia Min                  | Muhammad Fachrikar Bagas Maulana                 | Virni Putri Pitha Haningtyas Mentari           | Rinov Rivaldy Apriyani Rahayu               |
| 2017      | Kunlavut Vitidsarn           | Pattarasuda Chaiwan          | Kang Min-hyuk Kim Won-ho                         | Baek Ha-na Lee Yu-rim                          | Kim Won-ho Lee Yu-rim                       |
| 2018      | Kunlavut Vitidsarn           | Wang Zhiyi                   | Di Zijian Wang Chang                             | Liu Xuanxuan Xia Yuting                        | Shang Yichen Li Yijing                      |
| 2019      | Li Yunze                     | Dai Wang                     | Leo Rolly Carnando Daniel Marthin                | Lin Fangling Zhou Xinru                        | Leo Rolly Carnando Indah Cahya Sari Jamil   |
| 2020 2021 | nicht ausgetragen            | nicht ausgetragen            | nicht ausgetragen                                | nicht ausgetragen                              | nicht ausgetragen                           |
| 2022      | Muhammad Halim As Sidiq      | Tsai Hsing-chen              | Jonathan Farrell Gosal Adrian Pratama            | Velisha Christina Puspa Rosalia Damayanti      | Verrell Yustin Mulia Priskila Venus Elsadai |
| 2023      | Moh. Zaki Ubaidillah         | Sora Ishioka                 | Jonathan Farrell Gosal Adrian Pratama            | Mei Sudo Nao Yamakita                          | Darren Aurelius Titis Maulida Rahma         |
| 2024      | Lam Ka To                    | Anyapat Phichitpreechasak    | Taufik Aderya M. Nawaf Khoiriyansyah             | Nabila Cahya Permata Ayu Reva Olivia Damayani  | Darren Aurelius Bernadine Anindya Wardana   |